# Au nom d'une femme
Albums de Hélène Ségara
Cœur de verre
(1996) En concert à l'Olympia
(2001)
Singles
1. Il y a trop de gens qui t'aiment
Sortie : 9 novembre 1999
2. Elle, tu l'aimes...
Sortie : 18 avril 2000
3. Parlez-moi de nous
Sortie : 19 septembre 2000
4. Tu vas me quitter
Sortie : 30 janvier 2001
5. Au nom d'une femme
Sortie : 12 juin 2001

Au nom d'une femme est le deuxième album d'Hélène Ségara. Il s'est vendu à plus de 1 300 000 exemplaires[réf. nécessaire] et a été certifié disque de diamant.

## Titres
| No  | Titre                                                 | Paroles                         | Musique                              | Durée |
| --- | ----------------------------------------------------- | ------------------------------- | ------------------------------------ | ----- |
| 1.  | Il y a trop de gens qui t'aiment                      | Christian Vié                   | Thierry Geoffroy                     | 4:25  |
| 2.  | Mrs. Jones                                            | Christian Vié                   | Christian Loigerot                   | 3:30  |
| 3.  | Il attend la pluie                                    | Christian Vié                   | Thierry Geoffroy                     | 4:20  |
| 4.  | Elle, tu l'aimes... (Titre original : Canção do Mar)  | Frederico de Brito              | Ferrer Trinidade                     | 5:05  |
| 5.  | Parlez-moi de nous                                    | Hélène Ségara                   | Nathan Godsend, Marc Nacash          | 4:01  |
| 6.  | Sempre, sempre                                        | Guido Morra                     | Maurizio Fabrizio                    | 4:09  |
| 7.  | Tu vas me quitter                                     | Lisa Deck                       | Thierry Geoffroy, Christian Loigerot | 4:06  |
| 8.  | Au nom d'une femme                                    | Julie d'Aimé                    | Calogero, Gioacchino Maurici         | 3:39  |
| 9.  | Tu peux tout emporter (Titre original : Amore Per Te) | Armando Mango, Pasquale Panella | Pino Mango                           | 3:56  |
| 10. | Je te perdrai                                         | Hélène Ségara                   | Christian Loigerot                   | 4:32  |
| 11. | Dites-moi qui je suis                                 | Hélène Ségara                   | Nathan Godsend, Marc Nacash          | 3:56  |
| 12. | Rebelles                                              | Hamid Belatache, Hélène Ségara  | Sandro Abaldonato, Mack Wells        | 4:46  |

## Sources et références
- (fr) Site officiel d'Hélène Ségara

1. ↑  « Certification par la SNEP des disques de platine en 2000 », sur disqueenfrance.com (consulté le 24 juillet 2012).
2. ↑  Adaptation en français : Michel Jourdan
3. ↑  Adaptation en français : Hélène Segara
4. ↑  1er interprète : Mango, 1999, dans son album Visto così. Adaptation en français : Hélène Segara